# Suzuki XF 650 Freewind
Suzuki XF 650 je motocykl japonského výrobce Suzuki.

## Historie
Model XF 650 začal svou historii v roce 1996, kdy evropský trh ovládala velice úspěšná řada cestovních endur BMW model F650. V této době bylo rozhodnuto, že je nutné vytvořit pro BMW F650 přímého konkurenta. Suzuki v této době neměla žádný podobný motocykl, který by BMW mohl konkurovat, kromě endur DR 650 RS/RSE.
Výroba modelu XF 650 vyšla z koncepce již zmiňovaného modelu DR. Téměř nezměněna zůstala pohonná jednotka s drobnými úpravami i rám. Změna se týkala především vzhledu. Byla přidána aerodynamická kapotáž, pohodlné, měkké sedlo a přední kolo bylo zmenšeno z 21" na 19".
Vznikl tak velice univerzální, pohledný a snadno ovladatelný stroj s nízkou hmotností (162 kg suché váhy), který si ponechal výhody v podobě pohonné jednotky z DR 650, nízkou spotřebu a nízké provozní náklady. Příjemným zjištěním mnoha majitelů je fakt, že přestože se jedná o velkoobjemový jednoválcový motor, jsou vibrace na nízké úrovni.

## Technické parametry
- Suchá hmotnost: 162 kg
- Pohotovostní hmotnost: 180 kg
- Maximální povolená hmotnost: 375 kg
- Povolené zatížení náprav : 140 / 235 kg
- Druh kol : jednoduchá drátová
- Ráfky: přední 2,15 × 19, zadní 3,00 × 17
- Rám: ocelový
- Maximální rychlost: 160 km/h
- Spotřeba paliva: 5,5 l/100 km

## Změny
- 1999 - změněno barevné schéma, ráfky kol již nejsou černé
- 2000 - změněn přední světlomet - nyní podobný Suzuki GSX-R 1300 Hayabusa, větší prsa chránící nohy jezdce
- 2004 - ukončena výroba, dále pokračuje nástupce DL 650 V-Strom